# Stenonema
Stenonema es un género de insectos en la familia Heptageniidae.